# Teraterpeton
Teraterpeton es un género extinto de arcosauromorfo trilofosáurido descrito en 2003. Se conoce a partir de un esqueleto parcial de la Formación Wolfville del Triásico Superior de Nueva Escocia en América del Norte. Posee varias características únicas ausentes en formas relacionada, incluyendo un hocico alargado y sin dientes; y grandes aberturas para las fosas nasales. Debido a esto, Teraterpeton se colocó originalmente en su propia familia, Teraterpetidae, relacionada con Trilophosaurus; actualmente se tiende a interpretar como un miembro derivado de Trilophosauridae.

## Descripción

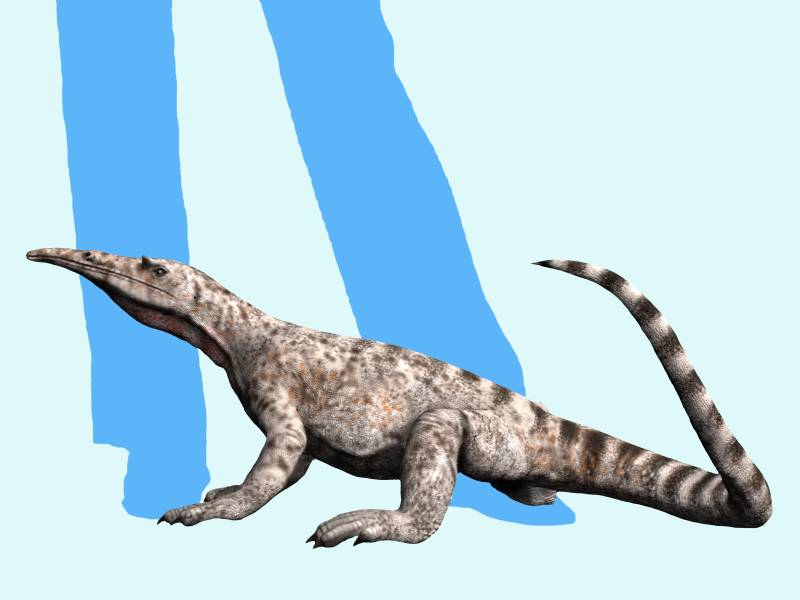
Reconstrucción 3D de T. hrynewicchorum en comparación con un humano

### Cráneo
El cráneo de Teraterpeton presentaba una forma extraña en comparación con otros arcosauromorfos tempranos. Los miembros del género poseían un cráneo largo sin dientes al final del maxilar y la mandíbula. Sobre cada cuenca del ojo hay una proyección ósea formada por los huesos lagrimal y prefrontal. En la parte posterior de las mandíbulas hay un conjunto de dientes pequeños, afilados y apenas separados, que continúan por debajo del nivel del ojo, un rasgo inusual entre los primeros arcosauromorfos. La fila de dientes superior no corre a lo largo del borde del maxilar, sino que se inserta más profundamente. Una fila de dientes adicional en el paladar  existe junto a la fila de dientes maxilares de la mandíbula superior. Los dientes superiores se encajan estrechamente con los de la mandíbula y presentan cúspides afiladas con muescas delante de ellos, mientras que los de la mandíbula tienen cúspides con muescas detrás de ellos. Las cúspides de los dientes superiores encajan en las hendiduras de los dientes inferiores, mientras que las cúspides de los dientes inferiores encajan en las hendiduras de los dientes superiores.
Teraterpeton tiene una característica poco común en comparación con la mayoría de los arcosauromorfos: un cráneo euriápsido. Los euriápsidos solo poseen un orificio en la parte posterior del cráneo, la fenestra supratemporal, que se encuentra hacia la parte superior de la cabeza. Teraterpeton evolucionó  de reptiles diápsidos, con dos agujeros en la parte posterior de su cráneo, la fenestra supratemporal y debajo de ella la fenestra infratemporal. Pese a la ausencia de esta segunda fenestra, Teraterpeton pertenece a Diapsida porque es descendiente de diápsidos verdaderos. La mayoría de los otros euriápsidos, como los plesiosaurios marinos y los ictiosaurios, no están estrechamente relacionados con Teraterpeton. Sin embargo, el arcosauromorfo Trilophosaurus ha sido identificado como un pariente cercano.
Una de las principales característica distinctivas de Teraterpeton es la gran talla de sus fosas nasales, presentes directamente en frente de los ojos y extendiéndose hasta la parte desdentada del hocico. Se posicionan donde normalmente estaría la fenestra anteorbital. Hans-Dieter Sues, el descriptor original, interpretó que el agujero era dicha fenestra antes de revisar su hipótesis. Las fosas nasales de Teraterpeton eran aproximadamente 1,5 veces más largas que las cuencas de los ojos.

### Esqueleto postcraneal
El holotipo conserva una serie de ocho vértebras cervicales (del cuello). Poseen grandes espinas neurales, y de la segunda a la cuarta vértebra presentan estructuras adicionales en forma de cuchilla directamente detrás de las espinas neurales. En general, el cuello es similar al del rincosaurio primitivo Mesosuchus. También se conservan vértebras aisladas dorsales (de la espalda), sacras (cadera) y caudales (cola). Las vértebras caudales de un espécimen referido tenían procesos transversales muy largos (facetas laterales en forma de columna). La escápula es larga y estrecha. Las garras, tanto de las manos como de los pies, son gruesas y con forma de cuchilla, una morfología descrita como "incisivas".
El proceso preacetabular (es decir, la hoja frontal del hueso ilion de la cadera) era grande, delgado y tenía un borde superior convexo. Esto contrasta con el proceso preacetabular pequeño y parecido a un bulto de Trilophosaurus, y es de nuevo similar a la condición rincosauria, en este caso similar a los procesos de Hyperodapedon. Los huesos del pubis e isquion de la cadera estaban orientados verticalmente y separados por una brecha alta y rectangular, probablemente homóloga a la fenestra tiroidea de los lepidosauromorfos y tanistrofeidos, en lugar de la falta de separación presente en otros arcosauromorfos primitivos. Al igual que los segundos, el quinto metatarsiano del pie era grueso, corto y recto.
El fémur simple y la cadera compacta respaldan la interpretación de que Teraterpeton tenía una marcha extendida. Sin embargo, el ilion modificado y expandido sugiere que la musculatura de las patas traseras de Teraterpeton estaba bien adaptada para estirarse y retraerse durante formas de locomoción más erguidas, como ocurre en algunos rincosaurios derivados. Algunos paleontólogos han argumentado que la musculatura expandida de las piernas en los rincosaurios era una adaptación para excavar en lugar de apoyar una postura erguida. Si bien esto puede aplicarse a los rincosaurios con sus patas gruesas, excavar era poco probable para Teraterpeton, cuyas patas traseras eran considerablemente delgadas en comparación.

## Descubrimiento y denominación
Teraterpeton se conoce principalmente a partir de un solo esqueleto parcial, el holotipo denominado NSM 999GF041. El esqueleto se encontró en un acantilado marino en Burntcoat Head, Nueva Escocia. El depósito en el que se encontró es parte de la Formación Wolfville del Carniense, que comprende una sección del mayor Supergrupo Newark del Triásico de Canadá y el este de los Estados Unidos. La formación representa una de las diversas cuencas que se abrieron en el área con la separación de Pangea al final del Triásico. Pritchard y Sues describieron restos poscraneales adicionales pertenecientes a un espécimen referido, NSM 018GF010.002, así como una vértebra cervical aislada (NSM 018GF010.001) en 2019.
El nombre genérico Teraterpeton viene del griego antiguo y significa "cosa maravillosa que se arrastra" en griego. El nombre específico hrynewichorum deriva del nombre de George P. Hrynewich y su hijo Sandy Hrynewich, coleccionistas de fósiles que descubrieron los huesos en Burntcoat Head en 1999.

## Clasificación
El artículo en que se describió a Teraterpeton (2003) proporcionó un análisis filogenético, colocando a Trilophosaurus como el pariente más cercano del género. Juntos, estos dos géneros comprenden un clado de arcosauromorfos más derivado que los protorosaurios pero más basal que los rincosaurios. A continuación se muestra un cladograma basado en el análisis de 2003, con alguna adición:

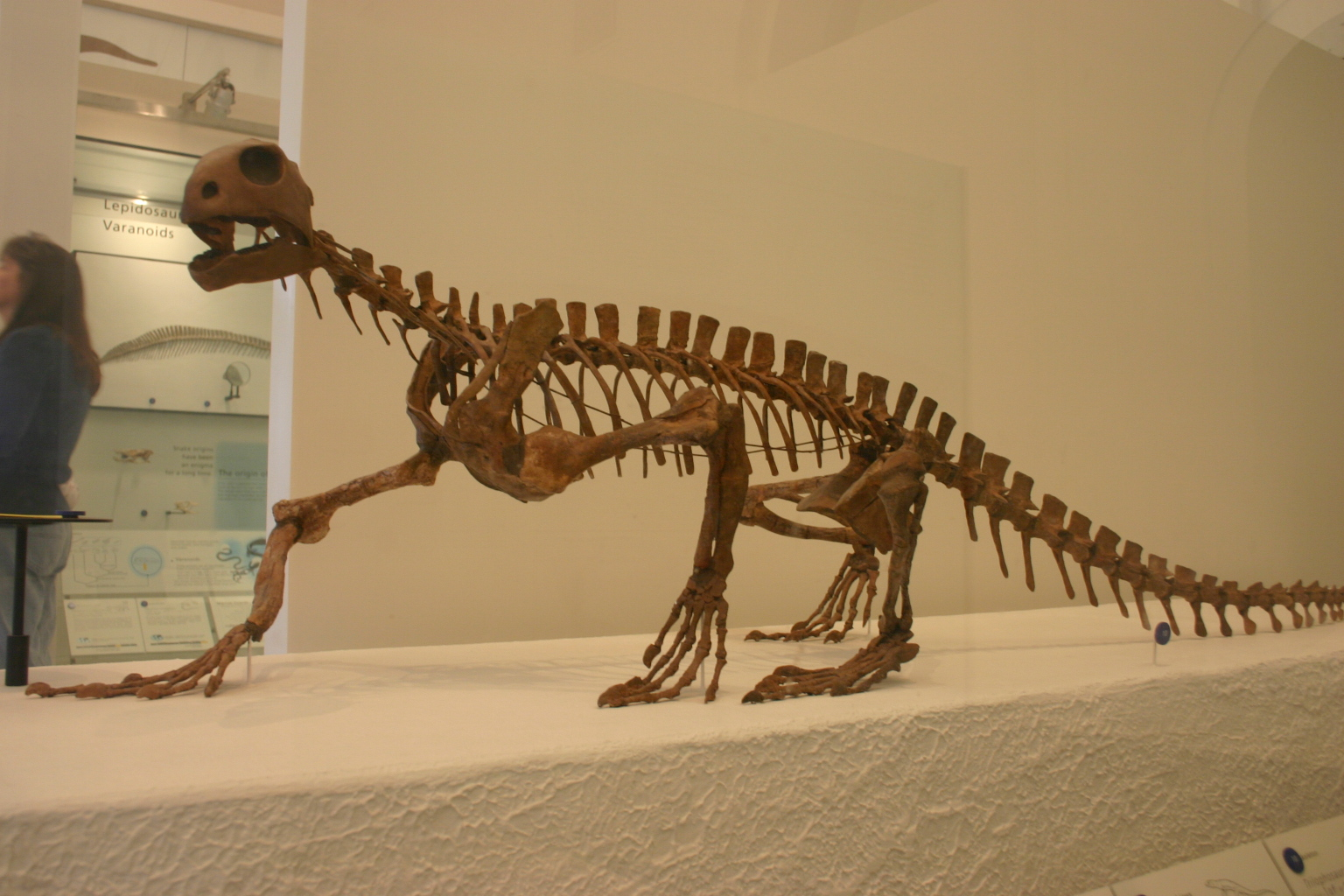
Esqueleto de su pariente cercano Trilophosaurus

|  | Teraterpeton   |
|  |                |
|  | Trilophosaurus |
|  |                |

|  | Rhynchosauria                                                   |
|  |                                                                 |
|  | \| \| Prolacerta \| \| \| \| \| \| Archosauriformes \| \| \| \| |
|  |                                                                 |
|  | Prolacerta                                                      |
|  |                                                                 |
|  | Archosauriformes                                                |
|  |                                                                 |

|  | Prolacerta       |
|  |                  |
|  | Archosauriformes |
|  |                  |

|  | Teraterpeton   |
|  |                |
|  | Trilophosaurus |
|  |                |

|  | Rhynchosauria                                                   |
|  |                                                                 |
|  | \| \| Prolacerta \| \| \| \| \| \| Archosauriformes \| \| \| \| |
|  |                                                                 |
|  | Prolacerta                                                      |
|  |                                                                 |
|  | Archosauriformes                                                |
|  |                                                                 |

|  | Prolacerta       |
|  |                  |
|  | Archosauriformes |
|  |                  |

|  | Teraterpeton   |
|  |                |
|  | Trilophosaurus |
|  |                |

|  | Rhynchosauria                                                   |
|  |                                                                 |
|  | \| \| Prolacerta \| \| \| \| \| \| Archosauriformes \| \| \| \| |
|  |                                                                 |
|  | Prolacerta                                                      |
|  |                                                                 |
|  | Archosauriformes                                                |
|  |                                                                 |

|  | Prolacerta       |
|  |                  |
|  | Archosauriformes |
|  |                  |

|  | Teraterpeton   |
|  |                |
|  | Trilophosaurus |
|  |                |

|  | Rhynchosauria                                                   |
|  |                                                                 |
|  | \| \| Prolacerta \| \| \| \| \| \| Archosauriformes \| \| \| \| |
|  |                                                                 |
|  | Prolacerta                                                      |
|  |                                                                 |
|  | Archosauriformes                                                |
|  |                                                                 |

|  | Prolacerta       |
|  |                  |
|  | Archosauriformes |
|  |                  |

|  | Teraterpeton   |
|  |                |
|  | Trilophosaurus |
|  |                |

|  | Rhynchosauria                                                   |
|  |                                                                 |
|  | \| \| Prolacerta \| \| \| \| \| \| Archosauriformes \| \| \| \| |
|  |                                                                 |
|  | Prolacerta                                                      |
|  |                                                                 |
|  | Archosauriformes                                                |
|  |                                                                 |

|  | Prolacerta       |
|  |                  |
|  | Archosauriformes |
|  |                  |

|  | Teraterpeton   |
|  |                |
|  | Trilophosaurus |
|  |                |

|  | Rhynchosauria                                                   |
|  |                                                                 |
|  | \| \| Prolacerta \| \| \| \| \| \| Archosauriformes \| \| \| \| |
|  |                                                                 |
|  | Prolacerta                                                      |
|  |                                                                 |
|  | Archosauriformes                                                |
|  |                                                                 |

|  | Prolacerta       |
|  |                  |
|  | Archosauriformes |
|  |                  |

|  | Teraterpeton   |
|  |                |
|  | Trilophosaurus |
|  |                |

|  | Rhynchosauria                                                   |
|  |                                                                 |
|  | \| \| Prolacerta \| \| \| \| \| \| Archosauriformes \| \| \| \| |
|  |                                                                 |
|  | Prolacerta                                                      |
|  |                                                                 |
|  | Archosauriformes                                                |
|  |                                                                 |

|  | Prolacerta       |
|  |                  |
|  | Archosauriformes |
|  |                  |

|  | Teraterpeton   |
|  |                |
|  | Trilophosaurus |
|  |                |

|  | Rhynchosauria                                                   |
|  |                                                                 |
|  | \| \| Prolacerta \| \| \| \| \| \| Archosauriformes \| \| \| \| |
|  |                                                                 |
|  | Prolacerta                                                      |
|  |                                                                 |
|  | Archosauriformes                                                |
|  |                                                                 |

|  | Prolacerta       |
|  |                  |
|  | Archosauriformes |
|  |                  |

|  | Teraterpeton   |
|  |                |
|  | Trilophosaurus |
|  |                |

|  | Rhynchosauria                                                   |
|  |                                                                 |
|  | \| \| Prolacerta \| \| \| \| \| \| Archosauriformes \| \| \| \| |
|  |                                                                 |
|  | Prolacerta                                                      |
|  |                                                                 |
|  | Archosauriformes                                                |
|  |                                                                 |

|  | Prolacerta       |
|  |                  |
|  | Archosauriformes |
|  |                  |

|  | Teraterpeton   |
|  |                |
|  | Trilophosaurus |
|  |                |

|  | Rhynchosauria                                                   |
|  |                                                                 |
|  | \| \| Prolacerta \| \| \| \| \| \| Archosauriformes \| \| \| \| |
|  |                                                                 |
|  | Prolacerta                                                      |
|  |                                                                 |
|  | Archosauriformes                                                |
|  |                                                                 |

|  | Prolacerta       |
|  |                  |
|  | Archosauriformes |
|  |                  |

|  | Teraterpeton   |
|  |                |
|  | Trilophosaurus |
|  |                |

|  | Rhynchosauria                                                   |
|  |                                                                 |
|  | \| \| Prolacerta \| \| \| \| \| \| Archosauriformes \| \| \| \| |
|  |                                                                 |
|  | Prolacerta                                                      |
|  |                                                                 |
|  | Archosauriformes                                                |
|  |                                                                 |

|  | Prolacerta       |
|  |                  |
|  | Archosauriformes |
|  |                  |

|  | Teraterpeton   |
|  |                |
|  | Trilophosaurus |
|  |                |

|  | Rhynchosauria                                                   |
|  |                                                                 |
|  | \| \| Prolacerta \| \| \| \| \| \| Archosauriformes \| \| \| \| |
|  |                                                                 |
|  | Prolacerta                                                      |
|  |                                                                 |
|  | Archosauriformes                                                |
|  |                                                                 |

|  | Prolacerta       |
|  |                  |
|  | Archosauriformes |
|  |                  |

|  | Teraterpeton   |
|  |                |
|  | Trilophosaurus |
|  |                |

|  | Rhynchosauria                                                   |
|  |                                                                 |
|  | \| \| Prolacerta \| \| \| \| \| \| Archosauriformes \| \| \| \| |
|  |                                                                 |
|  | Prolacerta                                                      |
|  |                                                                 |
|  | Archosauriformes                                                |
|  |                                                                 |

|  | Prolacerta       |
|  |                  |
|  | Archosauriformes |
|  |                  |

|  | Teraterpeton   |
|  |                |
|  | Trilophosaurus |
|  |                |

|  | Rhynchosauria                                                   |
|  |                                                                 |
|  | \| \| Prolacerta \| \| \| \| \| \| Archosauriformes \| \| \| \| |
|  |                                                                 |
|  | Prolacerta                                                      |
|  |                                                                 |
|  | Archosauriformes                                                |
|  |                                                                 |

|  | Prolacerta       |
|  |                  |
|  | Archosauriformes |
|  |                  |

|  | Teraterpeton   |
|  |                |
|  | Trilophosaurus |
|  |                |

|  | Rhynchosauria                                                   |
|  |                                                                 |
|  | \| \| Prolacerta \| \| \| \| \| \| Archosauriformes \| \| \| \| |
|  |                                                                 |
|  | Prolacerta                                                      |
|  |                                                                 |
|  | Archosauriformes                                                |
|  |                                                                 |

|  | Prolacerta       |
|  |                  |
|  | Archosauriformes |
|  |                  |

|  | Teraterpeton   |
|  |                |
|  | Trilophosaurus |
|  |                |

|  | Rhynchosauria                                                   |
|  |                                                                 |
|  | \| \| Prolacerta \| \| \| \| \| \| Archosauriformes \| \| \| \| |
|  |                                                                 |
|  | Prolacerta                                                      |
|  |                                                                 |
|  | Archosauriformes                                                |
|  |                                                                 |

|  | Prolacerta       |
|  |                  |
|  | Archosauriformes |
|  |                  |

|  | Teraterpeton   |
|  |                |
|  | Trilophosaurus |
|  |                |

|  | Rhynchosauria                                                   |
|  |                                                                 |
|  | \| \| Prolacerta \| \| \| \| \| \| Archosauriformes \| \| \| \| |
|  |                                                                 |
|  | Prolacerta                                                      |
|  |                                                                 |
|  | Archosauriformes                                                |
|  |                                                                 |

|  | Prolacerta       |
|  |                  |
|  | Archosauriformes |
|  |                  |

|  | Teraterpeton   |
|  |                |
|  | Trilophosaurus |
|  |                |

|  | Rhynchosauria                                                   |
|  |                                                                 |
|  | \| \| Prolacerta \| \| \| \| \| \| Archosauriformes \| \| \| \| |
|  |                                                                 |
|  | Prolacerta                                                      |
|  |                                                                 |
|  | Archosauriformes                                                |
|  |                                                                 |

|  | Prolacerta       |
|  |                  |
|  | Archosauriformes |
|  |                  |

|  | Teraterpeton   |
|  |                |
|  | Trilophosaurus |
|  |                |

|  | Rhynchosauria                                                   |
|  |                                                                 |
|  | \| \| Prolacerta \| \| \| \| \| \| Archosauriformes \| \| \| \| |
|  |                                                                 |
|  | Prolacerta                                                      |
|  |                                                                 |
|  | Archosauriformes                                                |
|  |                                                                 |

|  | Prolacerta       |
|  |                  |
|  | Archosauriformes |
|  |                  |

|  | Teraterpeton   |
|  |                |
|  | Trilophosaurus |
|  |                |

|  | Rhynchosauria                                                   |
|  |                                                                 |
|  | \| \| Prolacerta \| \| \| \| \| \| Archosauriformes \| \| \| \| |
|  |                                                                 |
|  | Prolacerta                                                      |
|  |                                                                 |
|  | Archosauriformes                                                |
|  |                                                                 |

|  | Prolacerta       |
|  |                  |
|  | Archosauriformes |
|  |                  |

|  | Teraterpeton   |
|  |                |
|  | Trilophosaurus |
|  |                |

|  | Rhynchosauria                                                   |
|  |                                                                 |
|  | \| \| Prolacerta \| \| \| \| \| \| Archosauriformes \| \| \| \| |
|  |                                                                 |
|  | Prolacerta                                                      |
|  |                                                                 |
|  | Archosauriformes                                                |
|  |                                                                 |

|  | Prolacerta       |
|  |                  |
|  | Archosauriformes |
|  |                  |

|  | Teraterpeton   |
|  |                |
|  | Trilophosaurus |
|  |                |

|  | Rhynchosauria                                                   |
|  |                                                                 |
|  | \| \| Prolacerta \| \| \| \| \| \| Archosauriformes \| \| \| \| |
|  |                                                                 |
|  | Prolacerta                                                      |
|  |                                                                 |
|  | Archosauriformes                                                |
|  |                                                                 |

|  | Prolacerta       |
|  |                  |
|  | Archosauriformes |
|  |                  |

|  | Teraterpeton   |
|  |                |
|  | Trilophosaurus |
|  |                |

|  | Rhynchosauria                                                   |
|  |                                                                 |
|  | \| \| Prolacerta \| \| \| \| \| \| Archosauriformes \| \| \| \| |
|  |                                                                 |
|  | Prolacerta                                                      |
|  |                                                                 |
|  | Archosauriformes                                                |
|  |                                                                 |

|  | Prolacerta       |
|  |                  |
|  | Archosauriformes |
|  |                  |

|  | Teraterpeton   |
|  |                |
|  | Trilophosaurus |
|  |                |

|  | Rhynchosauria                                                   |
|  |                                                                 |
|  | \| \| Prolacerta \| \| \| \| \| \| Archosauriformes \| \| \| \| |
|  |                                                                 |
|  | Prolacerta                                                      |
|  |                                                                 |
|  | Archosauriformes                                                |
|  |                                                                 |

|  | Prolacerta       |
|  |                  |
|  | Archosauriformes |
|  |                  |

|  | Teraterpeton   |
|  |                |
|  | Trilophosaurus |
|  |                |

|  | Rhynchosauria                                                   |
|  |                                                                 |
|  | \| \| Prolacerta \| \| \| \| \| \| Archosauriformes \| \| \| \| |
|  |                                                                 |
|  | Prolacerta                                                      |
|  |                                                                 |
|  | Archosauriformes                                                |
|  |                                                                 |

|  | Prolacerta       |
|  |                  |
|  | Archosauriformes |
|  |                  |

|  | Teraterpeton   |
|  |                |
|  | Trilophosaurus |
|  |                |

|  | Rhynchosauria                                                   |
|  |                                                                 |
|  | \| \| Prolacerta \| \| \| \| \| \| Archosauriformes \| \| \| \| |
|  |                                                                 |
|  | Prolacerta                                                      |
|  |                                                                 |
|  | Archosauriformes                                                |
|  |                                                                 |

|  | Prolacerta       |
|  |                  |
|  | Archosauriformes |
|  |                  |

|  | Teraterpeton   |
|  |                |
|  | Trilophosaurus |
|  |                |

|  | Rhynchosauria                                                   |
|  |                                                                 |
|  | \| \| Prolacerta \| \| \| \| \| \| Archosauriformes \| \| \| \| |
|  |                                                                 |
|  | Prolacerta                                                      |
|  |                                                                 |
|  | Archosauriformes                                                |
|  |                                                                 |

|  | Prolacerta       |
|  |                  |
|  | Archosauriformes |
|  |                  |

|  | Teraterpeton   |
|  |                |
|  | Trilophosaurus |
|  |                |

|  | Rhynchosauria                                                   |
|  |                                                                 |
|  | \| \| Prolacerta \| \| \| \| \| \| Archosauriformes \| \| \| \| |
|  |                                                                 |
|  | Prolacerta                                                      |
|  |                                                                 |
|  | Archosauriformes                                                |
|  |                                                                 |

|  | Prolacerta       |
|  |                  |
|  | Archosauriformes |
|  |                  |

|  | Teraterpeton   |
|  |                |
|  | Trilophosaurus |
|  |                |

|  | Rhynchosauria                                                   |
|  |                                                                 |
|  | \| \| Prolacerta \| \| \| \| \| \| Archosauriformes \| \| \| \| |
|  |                                                                 |
|  | Prolacerta                                                      |
|  |                                                                 |
|  | Archosauriformes                                                |
|  |                                                                 |

|  | Prolacerta       |
|  |                  |
|  | Archosauriformes |
|  |                  |

|  | Teraterpeton   |
|  |                |
|  | Trilophosaurus |
|  |                |

|  | Rhynchosauria                                                   |
|  |                                                                 |
|  | \| \| Prolacerta \| \| \| \| \| \| Archosauriformes \| \| \| \| |
|  |                                                                 |
|  | Prolacerta                                                      |
|  |                                                                 |
|  | Archosauriformes                                                |
|  |                                                                 |

|  | Prolacerta       |
|  |                  |
|  | Archosauriformes |
|  |                  |

|  | Teraterpeton   |
|  |                |
|  | Trilophosaurus |
|  |                |

|  | Rhynchosauria                                                   |
|  |                                                                 |
|  | \| \| Prolacerta \| \| \| \| \| \| Archosauriformes \| \| \| \| |
|  |                                                                 |
|  | Prolacerta                                                      |
|  |                                                                 |
|  | Archosauriformes                                                |
|  |                                                                 |

|  | Prolacerta       |
|  |                  |
|  | Archosauriformes |
|  |                  |

|  | Teraterpeton   |
|  |                |
|  | Trilophosaurus |
|  |                |

|  | Rhynchosauria                                                   |
|  |                                                                 |
|  | \| \| Prolacerta \| \| \| \| \| \| Archosauriformes \| \| \| \| |
|  |                                                                 |
|  | Prolacerta                                                      |
|  |                                                                 |
|  | Archosauriformes                                                |
|  |                                                                 |

|  | Prolacerta       |
|  |                  |
|  | Archosauriformes |
|  |                  |